# Carola Haglund
Carola Haglund, född Ingela Carola Jonsson 1970 i Östersund, är en svensk författare.
Haglund flyttade 1997 till Skåne, där hon och Diane Alfredhsson samt Jesper Svensson påbörjade sitt samarbete under peseudonymen Teo Troy. Efter bok fyra i Jarastavens vandring (Urlas skugga) drog sig Jesper Svensson ur Saga Borgs författarkollektiv, medan Diane Alfredhsson och Carola Haglund fortsatte samarbetet och har till dags dato skrivit nio böcker i serien Jarastavens vandring varav den sista (Tertors vrede) utkom i Sverige hösten 2007.
Alfredhsson och Haglund påbörjade senare bokserien "Blodsbröder", som gavs ut av Schibsted förlag (Bladkompaniet och Boknöje) i Sverige, samt av Aschehoug i Danmark.

### Fotnoter
1. ↑  Robert Jönson (31 augusti 2001). ”Succéförfattare slår till igen” (på svenska). Ystads allehanda. http://www.ystadsallehanda.se/sjobo/succeforfattare-slar-till-igen/. Läst 9 augusti 2019.